# Dora Carral
Dora Carral (1935) es una cantante soprano de ópera cubana.

## Biografía
Dora Carral comenzó su carrera sobre los escenario en su tierra natal cubana a principios de la década de 1950. En 1953 interpretó Siebel de Fausto junto a Ann Ayers y Eugene Conley. En 1954 cantó en una actuación de Bastien y Bastienne, obra de Mozart. 
No obstante su carrera se desarrolló principalmente en la década de 1960 en Italia. Fue miembro de la "Opera da Camera di Milano" intepretando a Proserpina en la ópera de Monteverdi L'Orfeo junto a Anna Reynolds como Messaggera.
La voz de Carral está documentada en numerosas grabaciones de ópera completas, que se realizaron principalmente entre 1962 y 1967.
Para la televisión cubana cantó el papel principal en Madama Butterfly en una adaptación de esta ópera en 1960.